# Raionul Oleksandrivka, Kirovohrad
Oleksandrivka (în ucraineană Олександрівський район, transliterat: Oleksandrivskîi raion) este un raion în regiunea Kirovohrad, Ucraina. Reședința sa este așezarea de tip urban Oleksandrivka.

## Demografie
Componența lingvistică a raionului Oleksandrivka
     Ucraineană (96,83%)
     Rusă (2,32%)
     Alte limbi (0,64%)
Conform recensământului din 2001, majoritatea populației raionului Oleksandrivka era vorbitoare de ucraineană (96,83%), existând în minoritate și vorbitori de rusă (2,32%).